# Seirō
Seirō (japanska: 聖籠町?, Seirō-machi) är en landskommun (köping) i Niigata prefektur i Japan.  